# 162001 Vulpius
162001 Vulpius è un asteroide della fascia principale. Scoperto nel 1990, presenta un'orbita caratterizzata da un semiasse maggiore pari a 2,5954178 UA e da un'eccentricità di 0,1977111, inclinata di 14,26708° rispetto all'eclittica.